# Kategoria przestrzeni topologicznych
Kategoria przestrzeni topologicznych – kategoria, często oznaczana {\displaystyle \mathbf {Top} ,} której obiektami są przestrzenie topologiczne, a morfizmami są przekształcenia ciągłe. Jest to dobrze określona kategoria, ponieważ złożenie dwóch funkcji ciągłych jest ciągłe. Badanie {\displaystyle \mathbf {Top} } oraz własności przestrzeni topologicznych za pomocą technik teorii kategorii znane jest jako topologia kategoryjna.
Uwaga: niektórzy autorzy symbolem {\displaystyle \mathbf {Top} } oznaczają kategorię z rozmaitościami topologicznymi jako obiektami i przekształceniami ciągłymi jako morfizmami.

## Kategoria konkretna
Kategoria {\displaystyle \mathbf {Top} } jest kategorią konkretną (która znana jest również jako konstrukt), co oznacza, że jej obiektami są zbiory z dodatkową strukturą (tzn. topologiami), a morfizmami są funkcje zachowujące tę strukturę. Istnieje naturalny funktor zapominania
{\displaystyle U\colon \mathbf {Top} \to \mathbf {Set} }
w kategorię zbiorów, która przypisuje każdej przestrzeni topologicznej zbiór, na którym została określona, a każdemu przekształceniu ciągłemu funkcję, która je definiuje.
Funktor zapominania {\displaystyle U} ma tak sprzężenie lewostronne
{\displaystyle D\colon \mathbf {Set} \to \mathbf {Top} ,}
które wyposaża dany zbiór w topologię dyskretną, jak i sprzężenie prawostronne
{\displaystyle I\colon \mathbf {Set} \to \mathbf {Top} ,}
które wyposaża dany zbiór w topologię antydyskretną. Oba te funktory są w rzeczywistości prawostronnymi odwrotnościami {\displaystyle U,} co oznacza, że {\displaystyle UD} oraz {\displaystyle UI} są równe funktorowi tożsamościowemu na {\displaystyle \mathbf {Set} .} Więcej, ponieważ dowolna funkcja między przestrzeniami dyskretnymi, czy antydyskretnymi jest ciągła, to oba te funktory dają pełne zanurzenia {\displaystyle \mathbf {Set} } w {\displaystyle \mathbf {Top} .}
Konstrukt {\displaystyle \mathbf {Top} } jest także zupełnym ze względu na włókna, tzn. kategoria wszystkich topologii na danym zbiorze {\displaystyle X,} nazywana włóknem {\displaystyle U} nad {\displaystyle X,} tworzy kratę zupełną ze względu na zawieranie. Elementem największym tego włókna jest topologia dyskretna na {\displaystyle X,} zaś elementem najmniejszym jest topologia antydyskretna.
Konstrukt {\displaystyle \mathbf {Top} } jest modelem tzw. kategorii topologicznej. Kategorie te charakteryzują się tym, że każda dziedzina ustrukturyzowana (ang. structured source) {\displaystyle (X\to UA_{i})_{I}} ma jednoznacznie wyznaczone podniesienie początkowe (ang. initial lift) {\displaystyle (A\to A_{i})_{I}.} Podniesienie początkowe w {\displaystyle \mathbf {Top} } uzyskuje się przez przyjęcie topologii początkowej w dziedzinie. Kategorie topologiczne mają wiele dobrych własności wspólnych z {\displaystyle \mathbf {Top} } (takich jak zupełność ze względu na włókna, funktory dyskretny i antydyskretny, jednoznaczność podniesienia granic).

## Granice i kogranice
Kategoria {\displaystyle \mathbf {Top} } jest zarazem zupełna i kozupełna, co oznacza, że w {\displaystyle \mathbf {Top} } istnieją wszystkie małe granice i kogranice. Istotnie, funktor zapominania {\displaystyle U\colon \mathbf {Top} \to \mathbf {Set} } jednoznacznie podnosi tak granice, jak i kogranice, a przy tym je zachowuje. Stąd (ko)granice w {\displaystyle \mathbf {Top} } dane są poprzez przyjęcie topologii w odpowiednich (ko)granicach w {\displaystyle \mathbf {Set} .}
Dokładniej, jeśli {\displaystyle F} jest diagramem w {\displaystyle \mathbf {Top} ,} zaś {\displaystyle (L,\varphi )} jest granicą {\displaystyle UF} w {\displaystyle \mathbf {Set} ,} to odpowiadającą jej granicę {\displaystyle F} w {\displaystyle \mathbf {Top} } uzyskuje się przyjmując topologię początkową na {\displaystyle (L,\varphi ).} Dualnie, kogranice w {\displaystyle \mathbf {Top} } uzyskuje się poprzez przyjęcie topologii końcowej w odpowiednich kogranicach w {\displaystyle \mathbf {Set} .}
W przeciwieństwie do wielu kategorii algebraicznych funktor zapominania {\displaystyle U\colon \mathbf {Top} \to \mathbf {Set} } nie tworzy, a nie zachowuje granic, ponieważ zwykle znajdą się nieuniwersalne stożki w {\displaystyle \mathbf {Top} ,} które pokrywać będą stożki uniwersalne w {\displaystyle \mathbf {Set} .}
Wśród przykładów granic i kogranic w {\displaystyle \mathbf {Top} } można wymienić:
- Zbiór pusty (rozumiany jako przestrzeń topologiczna) jest obiektem początkowym {\displaystyle \mathbf {Top} ;} dowolna jednoelementowa przestrzeń topologiczna jest obiektem końcowym. Brak zatem w {\displaystyle \mathbf {Top} } obiektów zerowych.
- Produkt w {\displaystyle \mathbf {Top} } dany jest jako topologia produktowa na produkcie kartezjańskim. Koprodukt dany jest jako suma rozłączna przestrzeni topologicznych.
- Ekwalizator pary morfizmów dany jest poprzez przyjęcie topologii przestrzeni w ekwalizatorze teoriomnogościowym. Dualnie koekwalizator dany jest poprzez przyjęcie topologii ilorazowej w koekwilizatorze teoriomnogościowym.
- Granice proste i granice odwrotne są granicami teoriomnogościowymi z odpowiednio topologią końcową i topologią początkową.
- Przestrzenie sklejone są przykładami koproduktów włóknistych (pushoutów) w {\displaystyle \mathbf {Top} .}

## Inne własności
- Monomorfizmy i epimorfizmy w {\displaystyle \mathbf {Top} } są odpowiednio iniektywnymi i surjektywnymi przekształceniami ciągłymi, zaś izomorfizmami są homeomorfizmy.
- Monomorfizmy ekstremalne są (co do izomorfizmu) zanurzeniami podprzestrzeni. Każdy monomorfizm ekstremalny jest regularny.
- Epimorfizmy ekstremalne są (w swej istocie) przekształceniami ilorazowymi. Każdy epimorfizm ekstremalny jest regularny.
- Brak w {\displaystyle \mathbf {Top} } morfizmów zerowych, w szczególności kategoria ta nie jest preaddytywna.
- Kategoria {\displaystyle \mathbf {Top} } nie jest domknięta kartezjańsko (nie jest więc także toposem), ponieważ nie wszystkie przestrzenie mają obiekty wykładnicze.

## Związki z innymi kategoriami
- Kategoria przestrzeni z wyróżnionym punktem {\displaystyle \mathbf {Top_{\bullet }} } jest kopłatem kategorii (ang. coslice category) pod {\displaystyle \mathbf {Top} .}
- Kategoria homotopii przestrzeni topologicznych {\displaystyle \mathbf {hTop} } ma za obiekty przestrzenie topologiczne, morfizmami w niej są z kolei klasy równoważności homotopii przekształceń ciągłych. Jest to kategoria ilorazowa {\displaystyle \mathbf {Top} .} Można podobnie zdefiniować kategorię homotopii z wyróżnionym punktem {\displaystyle \mathbf {hTop_{\bullet }} .}
- Kategoria {\displaystyle \mathbf {Top} } zawiera ważną kategorię {\displaystyle \mathbf {Haus} } przestrzeni topologicznych mających własność Hausdorffa jako pełną podkategorię. Należy zauważyć, że struktura dodana tej podkategorii generuje więcej epimorfizmów: w istocie są to dokładnie te morfizmy, które mają gęste obrazy w przeciwdziedzinach; epimorfizmy nie muszą być zatem surjektywne.